# Mike Green (giocatore di football americano 2003)
Michael Green (Williamsburg, 28 luglio 2003) è un giocatore di football americano statunitense che milita nel ruolo di linebacker per i Baltimore Ravens della National Football League (NFL).

## Carriera universitaria
Nella sua prima stagione a Virginia nel 2021, Green disputò sei partite, con 4 tackle e un sack. Dopo non avere disputato alcuna partita nel 2022 a causa di una sospensione, optò per trasferirsi a Marshall.
Nel suo primo anno a Marshall nel 2023, Green mise a segno 43 tackle e 4,5 sack. 
Nel 2024 guidò la FBS con 17 sack, un record stagionale dei Thundering Herd e della Sun Belt Conference, di cui fu premiato come giocatore dell'anno. Quell'anno contribuì alla vittoria del primo titolo di Marshall della Sun Belt. A fine anno optò per passare tra i professionisti.

## Carriera professionistica

### Baltimore Ravens
Green fu scelto nel corso del secondo giro (59º assoluto) del Draft NFL 2025 dai Baltimore Ravens.